# メルセデス・ベンツ・シタン
シタン（Citan）は、ドイツの自動車メーカー、メルセデス・ベンツ・グループによってメルセデス・ベンツブランドで販売される商用車ならびに乗用車である。
ルノー・カングーのバッジエンジニアリング車であり、ボディも含め、メカニズムの多くはカングーと共有する。バネオの後継であり、カングー同様、製造はフランス・モブージュにあるルノーの子会社「モーブージュ・コンストラクション・オートモーティブ」が担当する。

## 初代（W415型、2012年 - 2021年）
2010年4月にフランスのルノーならびに日本の日産自動車と業務提携したことによるアライアンスの成果として、カングーをベースにフロントマスクをメルセデスタイプとした上で発表。同年秋ごろの発売予定をアナウンスしたのち、同年10月27日より欧州市場にて発売を開始。商業的に失敗したバネオ（W414型）の実質的後継車種でもあり、当車種はW415型とされている。
ドイツでは以下の5モデルが設定されている。ボディサイズはカングー同様、3937mm（Kompakt）、4321mm（Lang）、4705mm（Extralang）の3種類設定されており、モデル毎に選択できるサイズが異なっている。
- Kastenwagen（カステンヴァーゲン）
  - 貨物モデル。定員は2名で、後部ドアの窓ガラスは設置されない。全長は3937mm、4321mm、4705mmの設定。Kastenwagenは配送車のことを指す。
  - 廉価グレードのWORKERは必要最小限の装備に留められており、カステンヴァーゲン等で標準装備となっている先進装備や運転席周りの収納、助手席エアバッグなどの設定がない（またはオプション）。全長は4321mmのみ設定。
- Mixto（ミクストゥ）
  - 乗貨混用モデル。定員は5名で、4705mmのみ設定。
- Tourer Gewerblich（トゥーラー・ガヴァブリッヒ）
  - 乗用（商用）モデル。全長は4705mmのみ設定。Gewerblichは英語でbusinessという意味。
  - 廉価グレードのCREWは前述のWORKER同様、必要最小限の装備に留められている。全長は4321mm、4705mmの設定。
- Tourer Privat（トゥーラー・プリヴァート）
  - 乗用（民生）モデル。4321mm、4705mmの設定。
  - 廉価グレードのEDITIONは通常モデルと異なりカラーバンパーやルーフレールなどが標準装備だが、車内設備はシートベルトリマインダーや花粉フィルターなどの設定がない点で異なる。
- Tourer TAXI（トゥーラー・タクシー）
  - タクシー専売モデル。店員は5名で、4705mmのみ設定。
  - カラーバンパーの他、タクシーメーター、屋根上の行灯、乗客用足元灯などのタクシー用設備が標準装備されている。オプションで車椅子乗降機器も選択可能。関連会社のメルセデス・ベンツ・バンパートナーが改造を行う。

エンジンは1.5Lディーゼルエンジンと1.2Lガソリンエンジンが設定され、オートマ車はガソリンエンジンのみ。

## 2代目（W420型、2021年 - 現在）
2021年8月に発表され、翌9月より予約の受付を開始。先代（W415型）に引き続き、ルノーカングーの兄弟車として登場し、カングーや日産・タウンスターとともにMCAで生産される。
プラットフォームは一新され、CMF-CDを採用。エンジンについてはルノー製の2種の1.3Lガソリン（M282）と3種の1.5Lディーゼル（OM608）が設定される。
ボディは先代における「ロング」のみとなり、「コンパクト」「エクストラロング」に相当するモデルはない。
先代同様、商用タイプは「カステンヴァーゲン」、乗用タイプは「トゥーラー（ツアラー）」を名乗るが、後者には上級車種として新たにTクラスが設定される。また、EV仕様（EQT）も2023年2月に発売された。